# 詹姆斯·布拉德利 (作家)

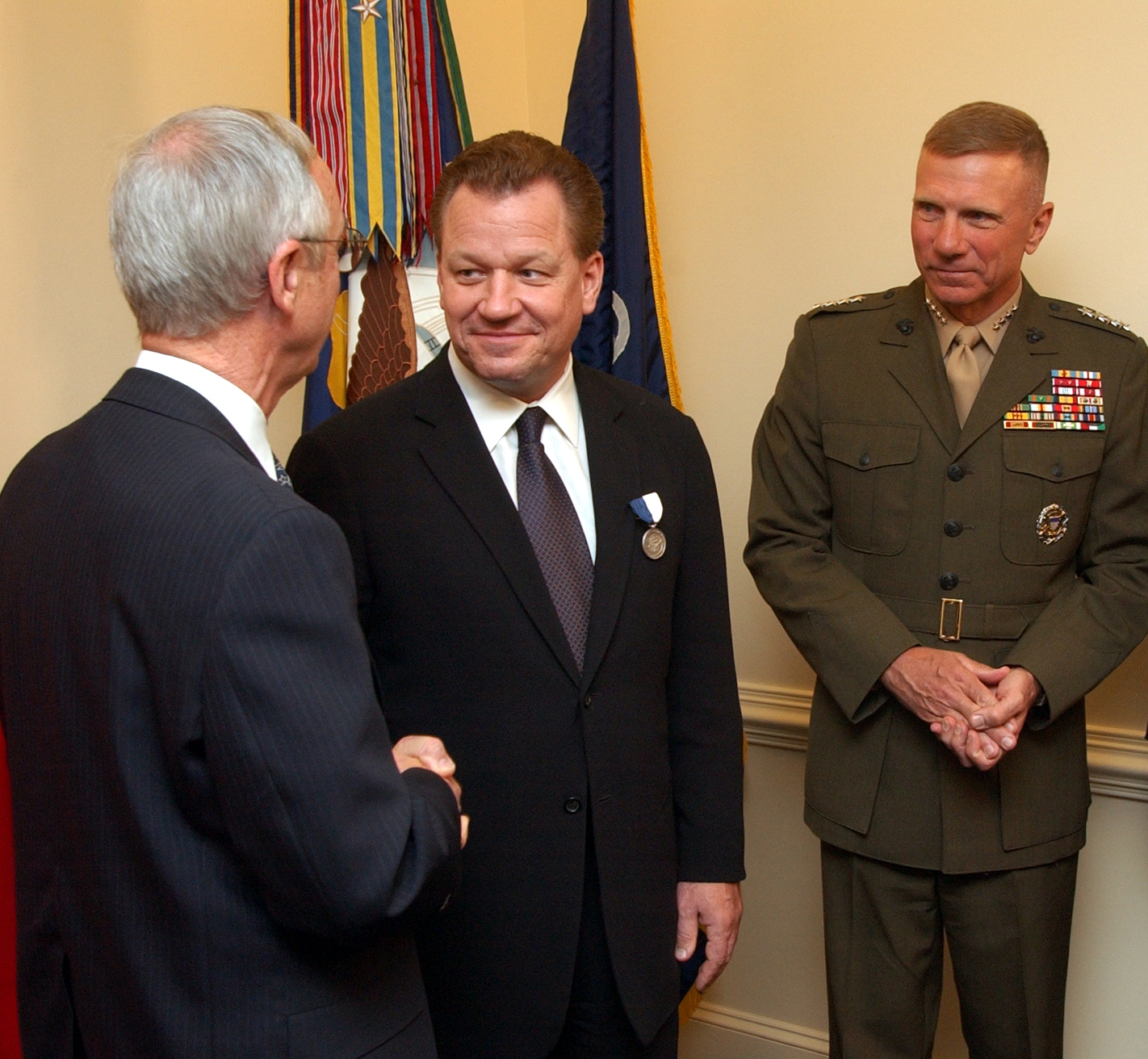
2003年11月18日，为表彰詹姆斯·布拉德利对记载海军和海军陆战队历史的贡献，海军部长戈登·R·英格兰（左）向詹姆斯（中）授予海军高级公共服务勋奖

詹姆斯·布拉德利（James Bradley，1954年5月4日—），美国作家，专攻第二次世界大战太平洋战场的历史纪实。
他的父亲約翰·布拉德利曾被认为在二战硫磺島战役中在硫磺岛與其他五名士兵竖起美国国旗，并由于此舉被拍摄在《硫磺島升旗》中而名声大噪。布拉得利根據父親的事蹟，與罗恩·鲍尔一起撰寫了《父辈的旗帜》，在2000年出版。此書被克林特·伊斯特伍德拍成同名電影，在2006年上映。
2016年6月23日，美國海軍陸戰隊發表聲明，表示約翰·布拉德利實際上不在六名升旗手當中，站在他位置上的人是哈羅德·舒爾茨。詹姆斯·布拉德利隨後也聲明他不再相信他的父親是照片中六名升旗手之一。